# Museo del folclore dell'Appenzello
Il Museo del folclore dell'Appenzello o Museo del folclore di Appenzello (in tedesco Appenzeller Volkskunde-Museum) è un museo a Stein. È classificato dal governo svizzero come bene culturale di importanza nazionale.

## Caratteristiche

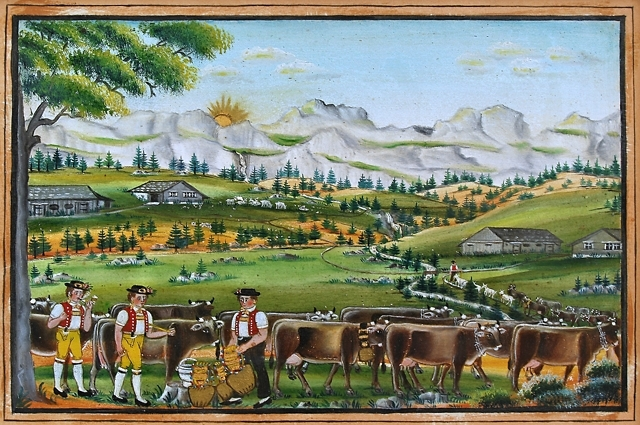
Pittura rurale appenzellese

Aperto nel 1987, il museo espone oggetti rappresentativi della cultura popolare e dell'economia dei contadini e dei malgari appenzellesi, in particolare relativi alla produzione di formaggio, alla tessitura e al ricamo. Il museo in particolare contiene una collezione di dipinti rurali dell'Appenzello e del Toggenburgo, tra cui opere di Bartholomäus Lämmler, Johannes Müller, Franz Anton Haim, Johannes Zülle, e Johann Babtist Zeller.